# Međuslavenski jezik
Međuslavenski jezik (na međuslavenskom: medžuslovjansky/меджусловјанскы) zonalno je konstruirani slavenski jezik, izveden 2006. grupom jezikoslovaca iz različitih zemalja na osnovici svih slavenskih jezika. 
Najstariju gramatiku međuslavenskog jezika napisao je hrvatski svećenik Juraj Križanić u 17. stoljeću pod naslovom Gramatično izkazanje ob ruskom jeziku. U ovom trenutku međuslavenski dijeli se na dva glavna narječja: slovianski i novoslavenski. Govori ga oko 2000 ljudi kao strani jezik.

## Cilj
Uloga međuslavenskog ogleda se u olakšavanju komunikacije između predstavnika različitih slavenskih naroda, ali isto tako u pomaganju pripadnicima stranih naroda, koji ne govore nijedan slavenski jezik, pri komunikaciji sa Slavenima. Za te se slučajeve međuslavenski zamišlja kao dobra osnova za učenje bilo kojega drugog slavenskoga jezika. Ipak, njegov je glavni cilj biti razumljiv govornicima slavenskih jezika bez prethodnog učenja ovog jezika. 

## Obilježja
Njegova gramatika i rječnik zasnivaju se na sličnostima i zajedničkim osobinama svih jezika slavenske skupine. Za razliku od slovija, shematskog jezika čija se gramatika zasniva na principu esperanta, međuslavenski je prirodan jezik koji izbjegava svaki umjetni element. Piše se latinicom i ćirilicom.

## Primjer
Primjer molitve Oče naš na međuslavenskom jeziku:
Otče naš, ktory jesi v nebesah, 
nehaj sveti se ime Tvoje. 
Nehaj prijde kraljevstvo Tvoje, 
nehaj bude volja Tvoja, kako v nebu tako i na zemji. 
Hlěb naš vsakodenny daj nam dnes, 
i odpusti nam naše grěhy, 
tako kako my odpuščajemo našim grěšnikam. 
I ne vvedi nas v pokušenje, 
ale izbavi nas od zlogo. 
Ibo Tvoje jest kraljevstvo i moč i slava, na věky věkov. 
Amin.

## Vanjske poveznice
- Međuslavenski jezik
- Novoslavenski jezik  Arhivirana inačica izvorne stranice od 28. siječnja 2014. (Wayback Machine)
- Višejezični rječnik
- Vijesti na međuslavenskom jeziku  Arhivirana inačica izvorne stranice od 25. rujna 2019. (Wayback Machine)
- Znanstveni časopis na međuslavenskom jeziku
- Wiki na međuslavenskom jeziku
- Medžuslovjansky Vikisbornik
- Svete misli, zbirka duhovnih citata na međuslavenskom jeziku  Arhivirana inačica izvorne stranice od 5. veljače 2020. (Wayback Machine)